# Eugenio Montero Ríos
Eugenio Montero Ríos (Santiago di Compostela, 13 novembre 1832 – Madrid, 12 maggio 1914) è stato un politico spagnolo.
È stato Presidente del Consiglio dal 23 giugno al 1º dicembre 1905.